# Selma (film)
Selma is een Amerikaans-Britse film uit 2014 onder regie van Ava DuVernay. De film ging in première op 11 november op het AFI Fest.

## Verhaal
De film handelt over Martin Luther King en de drie vreedzame protestmarsen van Selma (Alabama) naar Montgomery (Alabama) in 1965. Hierbij kwam de Afro-Amerikaanse bevolking op straat om te ijveren voor stemrecht en tegen racisme. Bij de eerste mars op 7 maart 1965 werd gewelddadig ingegrepen door de politie waarna deze de geschiedenis inging als het Bloody Sunday-conflict.

## Rolverdeling
| Acteur             | Personage               |
| ------------------ | ----------------------- |
| David Oyelowo      | Martin Luther King      |
| Tom Wilkinson      | Lyndon B. Johnson       |
| Tim Roth           | George Wallace          |
| Common             | James Bevel             |
| Carmen Ejogo       | Coretta Scott King      |
| Lorraine Toussaint | Amelia Boynton Robinson |
| Oprah Winfrey      | Annie Lee Cooper        |
| Cuba Gooding, Jr.  | Fred Gray               |
| Niecy Nash         | Richie Jean Jackson     |
| Colman Domingo     | Ralph Abernathy         |
| Giovanni Ribisi    | Lee C. White            |
| Alessandro Nivola  | John Doar               |
| Keith Stanfield    | Jimmie Lee Jackson      |
| Andre Holland      | Andrew Young            |
| Tessa Thompson     | Diane Nash              |
| Wendell Pierce     | Hosea Williams          |
| Omar Dorsey        | James Orange            |
| Ledisi             | Mahalia Jackson         |
| Stephan James      | John Lewis              |
| John Lavelle       | Roy Reed                |
| Jeremy Strong      | James Reeb              |
| Dylan Baker        | John Edgar Hoover       |
| Michael Shikany    | Aartsbisschop Iakovos   |

## Productie
Het filmen begon op 20 mei 2014 in Atlanta, Georgia. Er werd op locatie gefilmd in Selma (Alabama) op de Edmund Pettus-brug en in Montgomery (Alabama). Oorspronkelijk was een première van een 30 minuten footage voorzien maar uiteindelijk werd besloten de volledige film in première te laten gaan op het AFI Filmfest op 11 november 2014. De film ontving heel goede kritieken, zowel van de critici als de toeschouwers.
De oorspronkelijke teksten van de toespraken van King konden niet gebruikt worden omdat er auteursrechten op berusten, daarom werden ze herschreven voor de film.

## Prijzen en nominaties
De film ontving 34 prijzen en behaalde 74 nominaties, waarvan de belangrijkste:
| Jaar         | Prijs                         | Categorie                       | Genomineerde(n)             | Uitslag     |
| ------------ | ----------------------------- | ------------------------------- | --------------------------- | ----------- |
| 2015         |                               |                                 |                             |             |
| Oscar        | Beste originele nummer        | "Glory" (John Legend en Common) | Gewonnen                    |             |
| Golden Globe | Beste dramafilm               | Beste dramafilm                 | Genomineerd                 |             |
| Golden Globe | Beste regisseur               | Ava DuVernay                    | Genomineerd                 |             |
| Golden Globe | Beste acteur in een dramafilm | David Oyelowo                   | Genomineerd                 |             |
| Golden Globe | Beste filmsong                | "Glory" (John Legend en Common) | Gewonnen                    |             |
| 2014         | AFI Award                     | Top Ten Films of the Year       | Top Ten Films of the Year   | Gewonnen    |
| 2014         | National Board of Review      | Freedom of Expression Award     | Freedom of Expression Award | Gewonnen    |
| 2014         | Satellite Award               | Beste film                      | Beste film                  | Genomineerd |
| 2014         | Satellite Award               | Beste regisseur                 | Ava DuVernay                | Genomineerd |
| 2014         | Satellite Award               | Beste acteur                    | David Oyelowo               | Genomineerd |
| 2014         | Satellite Award               | Beste originele script          | Paul Webb                   | Genomineerd |